# Harpalika (luna)
Harpalika (grško Ἁρπαλύκη: Harpálike) je Jupitrov naravni satelit (luna). Spada med nepravilne lune z retrogradnim gibanjem. Je članica Anankine skupine Jupitrovih lun, ki krožijo okoli Jupitra v razdalji od 19,3 do 22,7 Gm in imajo naklon tira okoli 150°. 
Luno Harpaliko je leta 2000 odkrila skupina astronomov, ki jo je vodil Scott S. Sheppard z Univerze Havajev . Prvotno so jo označili kot S/2003 J 5. Znana je tudi kot Jupiter XXII. Ime je dobila po Harpaliki iz grške mitologije  , ki je bila hčerka Klimenosa.
Luna Harpalika  ima premer okoli 4 km  in obkroža Jupiter v povprečni razdalji 21,064.000 km. Obkroži ga v  624,542   dneh po krožnici z veliko izsrednostjo, ki ima naklon tira okoli 147° (glede na ekliptiko in na ekvator Jupitra). 
Njena gostota je ocenjena na 2,6 g/cm3, kar kaže, da je sestavljena iz kamnin. Verjetno je ostanek razpadlega asteroida. 
Luna izgleda siva (barvni indeks R-V= 0,43. Po drugih lastnostih je podobna asteroidom tipa C , ki so izredno temni. Njen navidezni sij je 22,2 m.